# Movimiento Nacional Alemán en Liechtenstein
El Movimiento Nacional Alemán en Liechtenstein (en alemán: Volksdeutsche Bewegung in Liechtenstein, VDBL) fue un partido nacionalsocialista en Liechtenstein que existió entre 1938 y 1945.

## Formación e ideología
El VDBL se formó después del Anschluss de Austria en 1938 y abogó por la integración de Liechtenstein en el Gran Reich Alemán. 
La organización difundió su ideología a través de su periódico, Der Umbruch. 
Un eslogan asociado con el partido fue ¡Liechtenstein den Liechtensteinern! (¡Liechtenstein para los Liechtensteinianos!) Esto implicaba una posición radical que amenazaría la lealtad del pueblo de Liechtenstein al gobierno del príncipe Francisco José II.

## Intento de golpe de Estado y desaparición
En marzo de 1939, el VDBL organizó un intento de golpe de Estado de aficionados, primero intentando provocar una intervención alemana quemando esvásticas, y luego declarando un Anschluß con Alemania. Los líderes fueron arrestados casi de inmediato y la esperada invasión alemana no se materializó.  
La incapacidad del partido para participar en las elecciones de 1939 (después de un pacto entre los principales partidos para mantener en secreto la fecha de las elecciones), combinada con la disminución drástica de las simpatías nacionalsocialistas tras el estallido de la Segunda Guerra Mundial condujo a una desaparición temporal del partido. Sin embargo, en junio de 1940 se reconstituyó bajo el liderazgo del Dr. Alfons Goop. Durante 1941 y 1942, el partido estuvo involucrado en una vehemente agitación antisemita, instando a una solución a la llamada "cuestión judía" del país, acusando a las familias judías en Liechtenstein de espiar a los aliados. A principios de 1943, el VDBL se había convertido en una vergüenza para Alemania: su reclutamiento para las Waffen-SS comprometió la neutralidad de Liechtenstein, inquietando a los suizos. El Ministerio de Asuntos Exteriores de Alemania en marzo de 1943 obligó a la VDBL a mantener conversaciones con la Unión Patriótica (VU), en Friedrichshafen, bajo los auspicios de las Waffen-SS, para lograr una fusión de ambas partes, que compartían una lucha anti-bolchevique y programa anticlerical. Muy decepcionado, Goop renunció como líder del partido. Al final, la VU solo consintió en alguna "cooperación cultural". Cuando la fortuna de guerra de Alemania disminuyó, en julio de 1943 Der Umbruch fue prohibido por las autoridades. En 1946, los líderes del partido fueron procesados por el intento de golpe de Estado de 1939. Goop fue condenado en 1947 por alta traición, a una prisión de treinta meses.